# Sans armes
Pour plus de détails, voir Fiche technique et Distribution.
Sans armes (Roped) est un film muet américain réalisé par John Ford, sorti en 1919.
Ce film est considéré comme perdu.

## Fiche technique
- Titre : Sans armes
- Titre original : Roped
- Réalisation : John Ford (crédité Jack Ford)
- Scénario : Eugene B. Lewis
- Photographie : John W. Brown
- Société de production et de distribution : The Universal Film Manufacturing Company
- Pays de production :  États-Unis
- Format : Noir et blanc — 35 mm — 1,37:1 — Film muet
- Genre : Western
- Durée : 60 minutes[2]
- Date de sortie :
  - États-Unis : 27 janvier 1919

## Distribution
- Harry Carey : Cheyenne Harry
- Neva Gerber : Aileen
- Molly McConnell : Mme Judson-Brown
- Arthur Shirley : Ferdie Van Duzen
- J. Farrell MacDonald : le majordome